# Жива ватра
«Жива ватра» (англ. The Living Fire) — український мистецький документальний фільм режисера Остапа Костюка. Фільм розповідає про життя вівчарів українських Карпат і долю традиційного ремесла в контексті сучасного світу.
Кінотеатральна версія стрічки (77 хвилин хронометражу) вперше вийшла в український кінопрокат 29 вересня 2016 року. Телеверсія стрічки (52 хвилини хронометражу) вперше вийшла на телеканалі «UA: Перший» 19 листопада 2016 року. Виходу телеверсії передував краудфандинговий збір коштів на українській платформі Спільнокошт, який успішно завершився й творцям стрічки вдалося зібрати понад 70 тисяч гривень.
У 2017 році стрічка перемогла у двох номінаціях української національної кінопремії «Золота дзиґа» .
Займає 44-ту позицію у списку 100 найкращих фільмів в історії українського кіно.

## Про фільм
Це фільм про життя, про традицію, про конфлікт двох світів — сучасного і древнього, про природу гір, про долю людську, про любов, про родину, про місце під сонцем, про вогонь живий і про вівчарство — усе це в голові маленького хлопчика, котрий, може, стане пастухом — Іванка.

## Сюжет
В Українських Карпатах живуть троє чоловіків різних поколінь: 82-річний Іван одиноко проводить старість, він недавно поховав свою дружину і сам готується до похорону. У цей самий час 10-річний Іванко починає життя з чистого листка в школі-інтернаті у райцентрі, а 39-річний Василь керує тваринним господарством і вигодовує молодняк овець. Та прийде весна, і всі троє піднімуться в гори услід за вівчарським покликанням, яке все важче продовжувати в сучасному світі.

## Нагороди та номінації
Перемоги
2015 — Спеціальна нагорода журі Канадського міжнародного фестивалю документального кіно Hot Docs (Торонто, Канада)
2015 — Нагорода найкращому документальному фільму 18-го Міжнародного кінофестивалю для дітей та юнацтва Olympia (Греція)
2016 — Нагорода за операторську роботу на Salem Film Fest (США)
Номінації та дипломи
2015 — Спеціальний диплом журі Одеського міжнародного кінофестивалю (Одеса, Україна)
2015 — Диплом міжнародного кінофестивалю «Лістапад» (Мінськ, Білорусь).
2015 — Відібрано до участі у конкурсній програмі міжнародного «Кінофестивалю у Карлових Варах» (Карлові Вари, Чехія).
2015 — Відібрано до участі у конкурсній програмі «Чиказького міжнародного кінофестивалю» у номінації "Gold Hugo" (найкращий міжнародний документальний фільм) (Чикаго, США).
2015 — Відібрано до участі у конкурсній програмі «Рейк'явікського міжнародного кінофестивалю» (Рейк'явік, Ісландія).
2015 — Відібрано до участі у конкурсній програмі «Цюрихського міжнародного кінофестивалю» у номінації "Golden Eye" (найкращий міжнародний документальний фільм) (Цюрих, Швейцарія).
2016 — Відібрано до участі у конкурсній програмі «Пелікамського міжнародного кінофестивалю» (Тульча, Румунія).
| Список нагород та номінацій           | Список нагород та номінацій | Список нагород та номінацій    | Список нагород та номінацій           | Список нагород та номінацій | Список нагород та номінацій |
| Кінопремія                            | Дата церемонії              | Категорія                      | Номінант(и)                           | Результат                   | Дж                          |
| ------------------------------------- | --------------------------- | ------------------------------ | ------------------------------------- | --------------------------- | --------------------------- |
| Національна кінопремія «Золота дзиґа» | 20 квітня 2017              | Найкращий оператор-постановник | Микита Кузьменко, Олександр Поздняков | Перемога                    | [ 7 ]                       |
| Національна кінопремія «Золота дзиґа» | 20 квітня 2017              | Найкращий композитор           | Алла Загайкевич                       | Перемога                    | [ 7 ]                       |
| Національна кінопремія «Золота дзиґа» | 20 квітня 2017              | Найкращий документальний фільм | Жива ватра                            | Номінація                   | [ 7 ]                       |

## Реліз на DVD/Blu-Ray/Цифрових HD носіях
8 квітня 2017 року «Жива ватра» з'явилася у мережевому кінотеатрі Megogo в Україні Крім того, стрічка доступна для перегляду на інших відеоплатформах — Jman.tv, Amazon Video, Google Play Movies, Youtube Movies, Vimeo, Apple iTunes та Microsoft Store.